# Oxira obuncula
Oxira obuncula là một loài bướm đêm trong họ Noctuidae.